# 페어 스케이팅

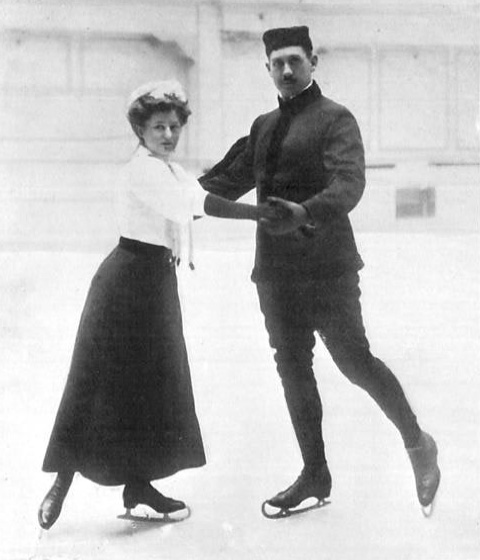

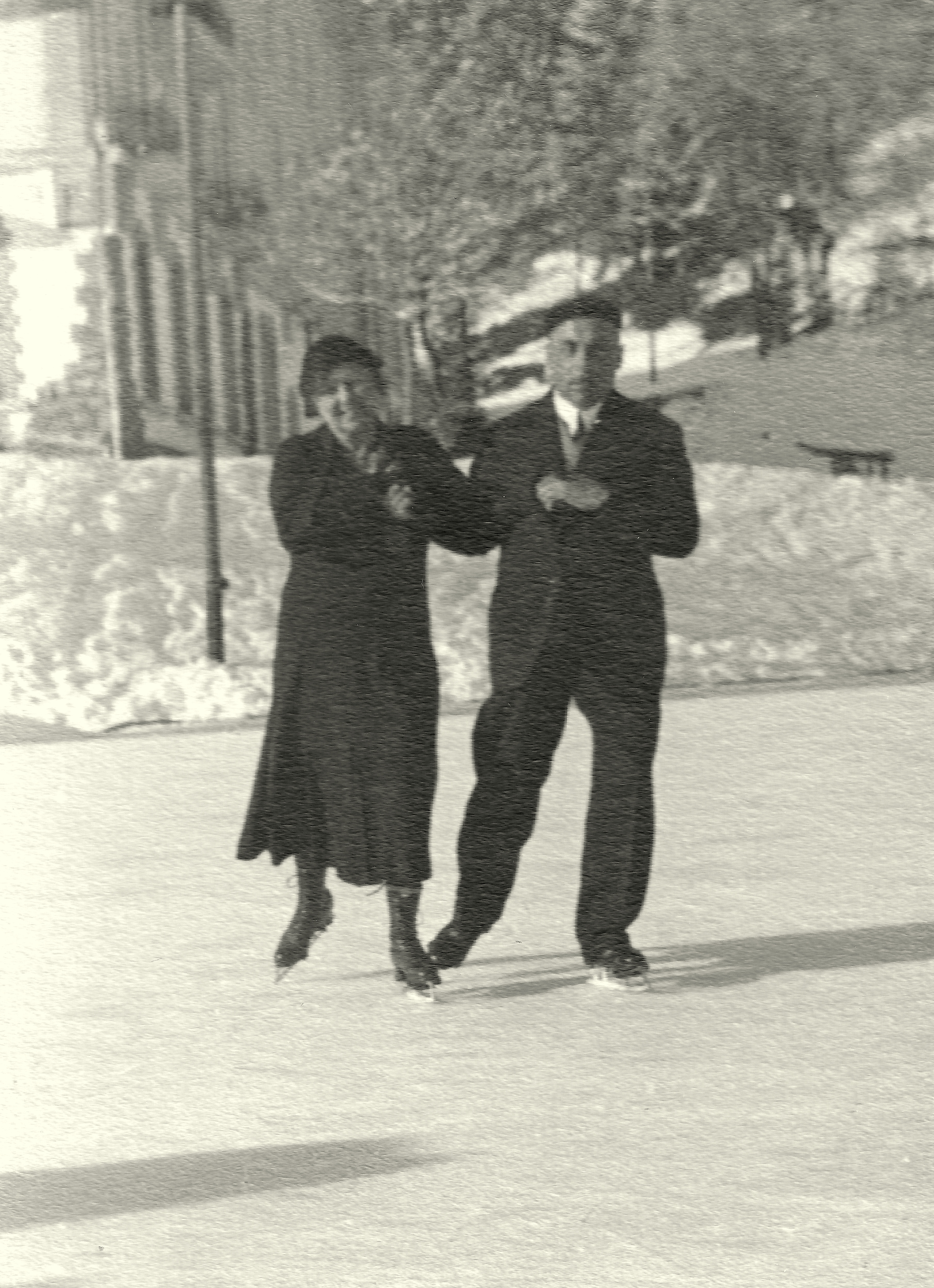

페어 스케이팅(영어: Pair skating)은 피겨 스케이팅 경기 중 하나이다. 국제 빙상 경기 연맹의 경기 규칙은 1명의 여성과 1명의 남성을 갖춘 2인조로 정해져 있다. 이 종목은 오버헤드 리프트, 트위스트 리프트, 죽음의 나선 및 트로우 점프를 포함하여 페어 스케이팅의 구성 요소로서 아이스 댄싱, 싱글 스케이팅과 구별된다. 이 종목은 "2개의 스케이트를 1개의 스케이트"로 만드는 인상을 주기 위해 대회의 모든 요소에서 유사한 기법과 타이밍을 요구한다. 심각한 스케이트 사고는 페어에서 가장 흔하다.
1908년 2월에, 페어 스케이팅은 상트페테르부르크에서 열린 세계 선수권 대회에서 처음으로 모습을 드러냈다. 그것은 1908년 10월에 열린 런던 올림픽에서 올림픽 무대에 데뷔했다. 이 종목은 캐나다, 중국, 독일, 특히 소련과 러시아가 주도했다. 페어 스케이팅은 초기 단계부터 크게 발전했다. 현대 스포츠에서 흔히 찾아볼 수 있는 요소 중 일부는 수십년이 지난 후에야 도입되었다.

## 같이 보기
- 피겨 스케이팅
- 스피드 스케이팅